# Heike Neugebauer
Heike Neugebauer, geborene Filsinger, (* 19. Januar 1961 in Speyer) ist eine ehemalige deutsche Leichtathletin. Die vielseitige Athletin gehörte in der ersten Hälfte der 1980er Jahre zur deutschen Spitze im Weitsprung, im 100-Meter-Hürdenlauf und im Siebenkampf.

## Leben
Sie begann beim TSV Speyer. 1978 wurde Filsinger in den Nachwuchskader des Deutschen Leichtathletik-Verbandes (DLV) aufgenommen. Im Jahr darauf gewann sie bei den Deutschen Jugendmeisterschaften zweimal Bronze. 1980 kam sie in den B-Kader des DLVs und wurde im Weitsprung für einen Länderkampf nominiert. 1981 wurde sie süddeutsche Meisterin im Weitsprung.
Anschließend wechselte Filsinger zur MTG Mannheim. 1982 und 1983 konnte sie bei den Deutschen Meisterschaften im 100-Meter-Hürdenlauf gewinnen (1983 geteilt mit Ulrike Denk). Bei den Weltmeisterschaften 1983 in Helsinki verbesserte sie den bundesdeutschen Rekord auf 13,04 s. Im Siebenkampf wurde sie 1983 hinter Sabine Everts deutsche Vizemeisterin. Sie heiratete Michael Neugebauer, deutscher Meister im Zehnkampf 1987.